# Antoine de Holstein-Schaumbourg
Antoine de Holstein-Schaumbourg (allemand : Anton von Schaumburg) (mort en 1558) membre de la lignée des comtes de Holstein-Schaumbourg, est archevêque élu de Cologne de 1556 à 1558.

## Biographie
Antoine de Holstein-Schaumbourg est le fils de Jobst Ier comte de Holstein-Pinneberg et de Schaumbourg et de son épouse Marie de Nassau-Dillenburg. Il est le successeur de son frère ainé Adolphe de Schaumbourg sur le siège archiépiscopal de Cologne.
Le 26 octobre 1556, le chapitre de chanoines de la Cathédrale de Cologne élit Antoine comme nouvel archevêque. Cette désignation est confirmée par le pape Paul IV le 6 octobre 1557. Antoine qui n'a jamais été ordonné prêtre ni évêque, occupe encore seulement le rang clérical subalterne de sous-diacre à sa mort. Pendant son administration de l'archevêché, Antoine tente de faire face à la situation financière désastreuse dans laquelle se débat l'archidiocèse.
Antoine meurt le 18 juin 1558 sans avoir été jamais consacré. Cornelis Floris de Vriendt édifie pour Antoine et son frère et prédécesseur Adolphe un tombeau dans la cathédrale de Cologne. Placé à l'origine dans le chœur, il est transféré dans une chapelle absidiale en 1863.

## Sources
- (en) Cet article est partiellement ou en totalité issu de l’article de Wikipédia en anglais intitulé « Anton of Schauenburg » (voir la liste des auteurs)..
- Anthony Marinus Hendrik Johan Stokvis, Manuel d'histoire, de généalogie et de chronologie de tous les états du globe, depuis les temps les plus reculés jusqu'à nos jours, préf. H. F. Wijnman. éditions Brill Leyde 1890-93, réédition  1966, Volume  III, Chapitre VIII, Tableau généalogique no 45 p. 119.